# Kościół Högalid
Kościół Högalid (szw. Högalidskyrkan) – kościół parafialny szwedzkiego Kościoła ewangelicko-luterańskiego, należący do parafii Högalid, w sztokholmskiej dzielnicy Södermalm. Nazwa kościoła pochodzi od wzgórza Högalidsberget, na którym się znajduje.
Kościół na Högalid został wzniesiony w latach 1916-1923 według planów architekta Ivara Tengboma, autora m.in. filharmonii sztokholmskiej.
Kościół ma status zabytku sakralnego według rozdz. 4 Kulturminneslagen (pol. Prawo o pamiątkach kultury) ponieważ został wzniesiony do końca 1939 (3 §).

## Historia
W 1905 parafia Marii Magdaleny otrzymała działkę na północnej części należącego do miasta Högalidsberget a to w związku z planowanym podziałem dotychczasowej parafii na dwie mniejsze. Nowa parafia postanowiła więc wznieść własną świątynię. Zleciła w związku z tym architektowi Konradowi Elméusowi zaprojektowanie nowego kościoła. Jego plany zostały jednak odrzucone zarówno przez Miejską Komisję Finansową jak i Miejską Komisję Nadzoru Budowlanego. W związku z tym podjęto decyzje o zorganizowaniu konkursu na budowę kościoła. Zaproszono do niego dotychczasowego architekta Konrada Elméusa oraz Ivara Tengboma i Georga A. Nilssona. 
Propozycje miały być złożone najpóźniej do 15 września 1911. Elméus złożył propozycję kościoła na planie centralnym, podczas gdy jego konkurenci – kościoła nawowego. Wpływowy architekt Carl Westman zarekomendował propozycję Tengboma. Parafia zdecydowała więc o wyborze Tengboma na budowniczego nowego kościoła.
Tengbom dostał zlecenie na opracowanie planów kościoła w maju 1913. Według jego pierwszej propozycji, zatwierdzonej przez parafię w 1914, kościół miał mieć orientację wzdłuż osi północ-południe zamiast zwykle stosowanej wschód-zachód. Propozycja zawierała także dach czterospadowy orientowany w kierunku południowym i dwie wieże w celu ożywienia budowli. Wysokość wież miała odpowiadać wysokości wieży ratusza miejskiego, który właśnie wznoszono po przeciwnej stronie fiordu Riddarfjärden. Ambicją Tengboma było jednak przyćmienie budowli miejskiej, dlatego, jak się sądzi, zdecydował się na wzniesienie dwóch wież.
Ponieważ w międzyczasie Rada miejska zdecydowała o przekazaniu całej działki na Högalidsberget na rzecz nowej parafii, Tengbom zmodyfikował swoje plany. Kościół miał teraz otrzymać tradycyjną orientację na osi wschód-zachód, z prezbiterium i nawą główną i być wzniesiony na samym szczycie wzgórza, co miało jeszcze bardziej podkreślić monumentalizm jego budowli. Architekt zmienił też plany samej świątyni – wieże stały się smuklejsze a nawa – dłuższa. Widać przy tym było, iż budowa ratusza najwyraźniej wywołała zainteresowanie architekturą i wyzwoliła ambicje również u rady kościelnej, ażeby zaplanowany kościół był jak najbardziej okazały od strony architektonicznej (choć również i odpowiednio droższy). Dlatego w 1916 wybrano drugą propozycję Tengboma. Kamień węgielny pod budowę kościoła położono 27 maja 1917 a 23 czerwca 1923 odbyła się konsekracja nowego kościoła. Dwa lata później, 1 maja 1925 dokonano podziału dotychczasowej parafii Marii Magdaleny i utworzono nową parafię Högalid.

## Architektura

### Zewnętrzna bryła kościoła
Kościół wznosi się na samym szczycie wzgórza pośrodku Högalidsparken z widokiem na całe miasto. Do kościoła prowadzi 120-metrowa aleja Högalids Kyrkväg. Monumentalna bryła świątyni z ciemnoczerwonej cegły w stylu narodowo-romantycznym przypomina z zewnątrz bazylikę pokrytą stromym, dwuspadowym dachem, z nawami bocznymi, również zadaszonymi i monumentalną fasadą z dwiema wysokimi wieżami, usytuowanymi z obu stron nawy głównej kościoła. Hełmy wież przypominają te z katedry z Visby. Przy budowie kościoła stosowano ten sam sposób kładzenia cegieł co przy ratuszu sztokholmskim.
Fasada zachodnia kościoła jest prosta, zakończona trójkątnym szczytem. Jest ona zdominowana przez wysokie, wąskie okno z witrażami Oskara Brandtberga i trzy portale wejściowe w granitowej oprawie. Prowadzą one do kruchty, mającej drewniany strop, pokryty malowidłami Filipa Månssona; wykonał on również kilka fresków w nawie głównej.
Według planów Tengboma wybudowano w 1939 po północnej stronie kościoła otwarte kolumbarium z filarami. Jego wklęsłą, wschodnią ścianę pokrywa fresk Arvida Fougstedta z 1942. Kolumbarium zostało rozbudowane w kierunku północnym w 1959.

### Wieże kościelne
Wieża północna otrzymała wezwanie św. Ansgara i ma, według Tengboma, reprezentować prawo, co uwidacznia się w tym, iż jest ona bardziej zamknięta i poważniejsza w wystroju ,niż południowa oraz, iż wieńczy ją, zgodnie z protestancką tradycją, kogut.
Wieża południowa, bardziej otwarta i jasna, jest natomiast zwieńczona złotym krzyżem. Symbolizuje ona ewangelię, która głosić mają światu zawieszone na niej dzwony. Nazwę tę otrzymała na cześć wybitnego reformatora religijnego, Olausa Petri. Symbolika wież i ich nazwy były zaproponowane przez arcybiskupa Nathana Söderbloma, który również zasugerował aby inicjałami na wieżach były alfa i omega – pierwsza i ostatnia litera alfabetu greckiego. Pod wieżą północną mieści się kaplica chrzcielna. Górne piętro wieży południowej funkcjonuje jako zakrystia nad nią zaś jest sala posiedzeń rady kościelnej.
Gdy patrzy się na wieże kościelne pod pewnym kątem, można odnieść wrażenie, że jedna jest nieco wyższa od drugiej. Powstała w związku z tym pewna legenda, iż wieże ufundowały dwie siostry, z których jedna była bardziej majętna od drugiej. Nierówność wież jest jednak złudzeniem – obie mają bowiem po 84 m wysokości. 
Ponieważ kościół znajduje się na wzgórzu, więc wierzchołki wież znajdują się na wysokości 105 m n.p.m. tj. niemal tyle zwieńczona trzema złotymi koronami wieża ratusza (106 m).

### Wystrój wewnętrzny

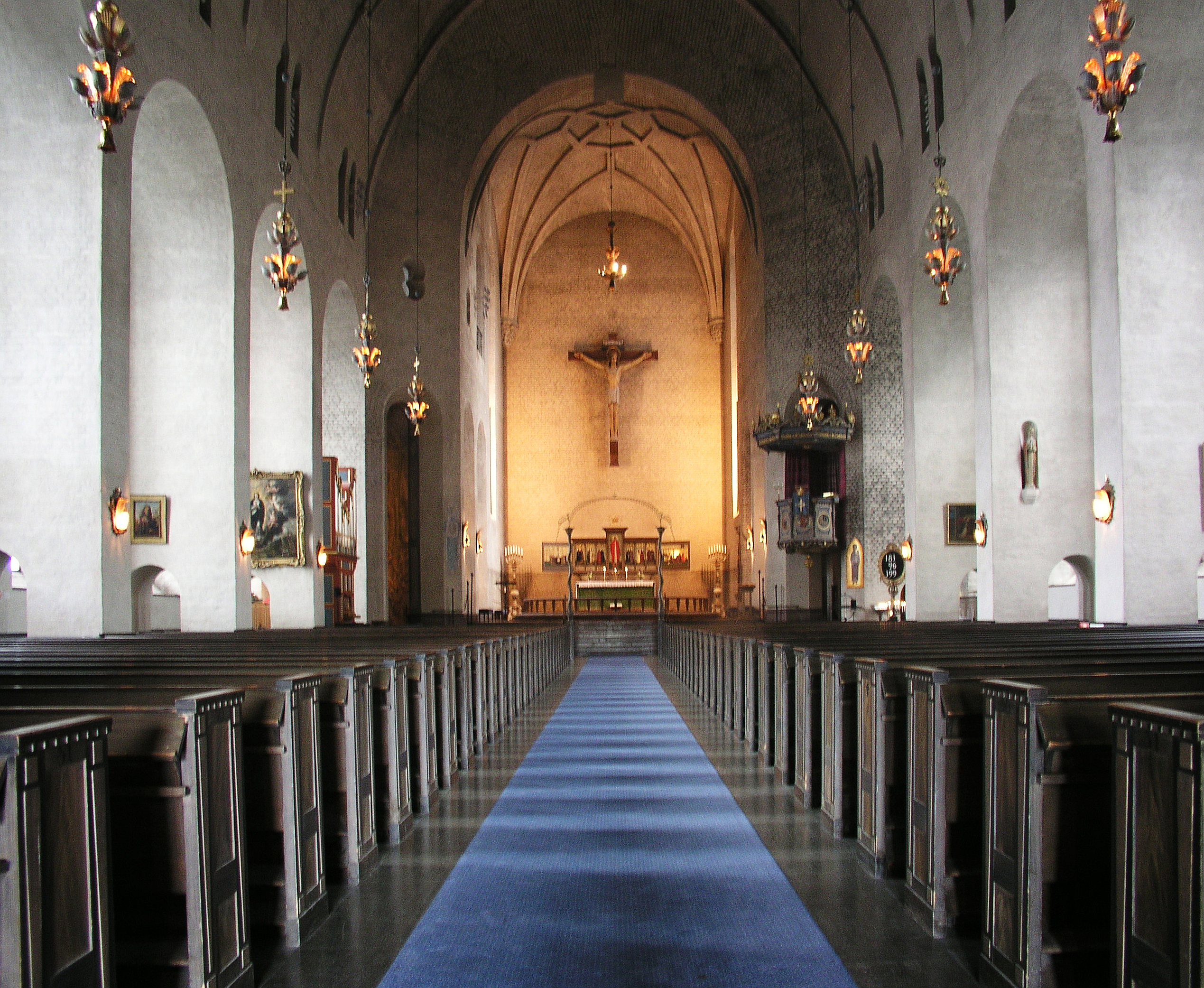
Nawa główna kościoła

Wysoka nawa główna ma potężne, wewnętrzne filary nośne, które wzdłuż jej boków tworzą nisze połączone razem jako ciąg łukowo sklepionych pasaży. Wysoki łuk tęczowy oddziela nawę główną od prezbiterium, które ma sklepienie gwiaździste.
Wystrój wnętrza został zaprojektowany również przez Tengboma. Współpracowali z nim: wspomniany już Filip Månsson, Olle Hjortzberg (freski przy wejściu do kaplicy chrzcielnej), Gunnar Torhamn (freski w samej kaplicy), Einar Forseth (malowidła na stropie zakrystii) oraz złote mozaiki w kaplicy pogrzebowej, mieszczącej się pod prezbiterium; autorem kaplicy był Anders Tengbom, syn Ivara. 
W świątyni znajduje się poza tym:
- Tabernakulum zaprojektowane i wykonane przez Erika Jerke
- Krucyfiks zaprojektowany i wykonany przez Gunnara Torhamna